# Die Monster Uni
Die Monster Uni (Originaltitel: Monsters University) ist ein US-amerikanischer Computeranimationsfilm aus dem Hause Disney/Pixar. Regie führte Dan Scanlon, der unter anderem als Storyboard-Artist bei Disney/Pixars Cars (2006) mitgearbeitet hat. Der Film erzählt die Vorgeschichte zu Die Monster AG und ist somit das erste Prequel zu einem Pixarfilm. Der traditionelle Vorfilm ist Der blaue Regenschirm. In Seattle feierte der Film am 8. Juni 2013 Premiere.

## Handlung
Das kugelrunde, froschgrüne, zyklopenäugige Monster Mike Glotzkowski (im englischsprachigen Original „Wazowski“) hat seit dem Kindergarten den Wunsch, auf die Monster Uni zu gehen, um die Kunst des Erschreckens zu erlernen. Er schafft die Aufnahme an der Uni aufgrund hervorragender theoretischer Kenntnisse und muss am Ende des ersten Semesters eine praktische Prüfung ablegen. An einem Holz-Dummy mit eingebautem Erschreck-Meter soll er zeigen, dass er in der Lage ist, die Standardaufgabe eines studierten Monsters zu erfüllen, nämlich Kinder zu erschrecken.
Kurz vor der Prüfung gerät er mit dem großen, kräftigen, blaurosafarbenen Fell-Monster James „Sulley“ Sullivan, einem hochtalentierten, aber faulen Sprössling einer renommierten Monsterfamilie aneinander. Beide verärgern damit die Dekanin, so dass diese sie sofort besonders hart prüft; beide fallen durch und dürfen nicht weiter „Schreckologie“ studieren. Als Student des „Schreikanisterdesigns“ wettet Mike mit der Dekanin, dass er die „Schreckspiele“ – einen studentischen Wettbewerb – gewinnt und dafür sein Studium wieder aufnehmen darf. Da nur Uni-Teams teilnehmen dürfen, tritt er mit Sulley für den Wettbewerb dem wenig angesehenen, weil unsportlichen Team Omega Kreischma (im Original: „Oozma Kappa“) bei. Alle anderen Teams haben den beiden die Aufnahme verweigert.
Bei den Spielen erfahren Mike und Sulley, dass sie eine Spielrunde nur gewinnen, wenn das ganze Team siegt. Mike trainiert also das Team „Omega Kreischma“, dessen Mitglieder alle bereits einen Studienabbruch hinter sich haben. Mit Glück und Können schaffen sie es, in den ersten vier Spielrunden nicht das schlechteste Team zu sein, und somit nicht auszuscheiden. Im Schlusswettbewerb manipuliert Sulley heimlich die Mechanik des Erschreck-Meters zu Mikes Gunsten, da er befürchtet, dass Mike trotz allen Wissens, das er im Semester angehäuft hat, aufgrund fehlender „Schrecklichkeit“ nicht in der Lage wäre, sein Team zum Sieg zu führen. Mike bekommt für seine finale Aufgabe im „Kinder-Erschrecken“ die volle Punktzahl und sein Team gewinnt.
Mike findet jedoch Sulleys Manipulation heraus und will daher beweisen, dass er wirklich „schrecklich erschreckend“ sein kann. Sulley geht zur Dekanin und gesteht den Betrug, für den er die alleinige Verantwortung übernimmt. Die Dekanin gibt ihm bis zum nächsten Tag Zeit, die Uni zu verlassen. Mike betritt inzwischen durch eine Schleuse die gefährliche Menschenwelt, wo er zunächst im Schlafsaal eines Feriencamps versagt, da die Kinder ihn eher lustig als schrecklich finden. Sulley wagt sich auf der Suche nach ihm ebenfalls in die Menschenwelt. Dort sind inzwischen Ranger auf der Jagd nach dem gesichteten Monster. Sulley findet Mike und die beiden versöhnen sich wieder. In der Monsterwelt hat die Dekanin inzwischen die Energiezufuhr zur Schleusentür abgeschaltet, um ein Eindringen von Menschen zu verhindern, bis ein Einsatzteam vor Ort ist. Mike und Sully sitzen fest. Mike kommt jedoch auf die Idee, vor Ort Schreienergie zu erzeugen, um die Tür zu betreiben. Die einzigen Menschen vor Ort sind jedoch die Ranger, also Erwachsene, die noch nie von einem Monster erschreckt wurden. Dank Mikes Wissen über Schreitheorie und das Erzeugen von Angst und Sulleys natürliche Schrecklichkeit gelingt es den beiden jedoch, den ganzen Trupp so fürchterlich zu erschrecken, dass er die Flucht ergreift, alle Schreikanister in der Monsterwelt gefüllt werden und überlaufen, schließlich auch Energie in die Tür geleitet wird, so dass beide fliehen können.
Weil sie eine ernste Gefahr für die Monsterwelt darstellen, werden beide exmatrikuliert, während die anderen Mitglieder von „Omega Kreischma“ Schreckologie studieren dürfen. Mike und Sulley verlassen die Uni, treffen aber noch auf die Dekanin. Sie zeigt sich tief beeindruckt von den beiden, entschuldigt sich, die Exmatrikulation der beiden nicht verhindern zu können, und wünscht ihnen viel Glück für ihr weiteres Leben.
Zusammen fangen sie als Helfer in der Postabteilung der Monster AG an und arbeiten sich (es läuft bereits der Abspann) durch alle Abteilungen der Verwaltung zum Erschrecker-Team hoch.

## Hintergrund
Am 8. Juni 2013 feierte der Film beim Seattle International Film Festival Premiere. Es folgten weitere Vorführungen bei internationalen Filmfestivals. Am 20. Juni 2013 lief der Film in den deutschen und Schweizer Kinos an. 2013 wurden bundesweit 1.378.010 Besucher an den Kinokassen gezählt, womit der Film in Deutschland in der Liste der meistbesuchten Filme des Jahres den 19. Platz belegte.
Am Eröffnungswochenende spielte der Film in den USA über 82,4 Millionen US-Dollar ein, insgesamt kam er dort auf über 268 Millionen US-Dollar.
Am 14. November 2013 wurde er von Walt Disney auf BluRay und DVD ohne FSK-Altersbeschränkung veröffentlicht.
Der Pizza-Planet-Truck, der links vom ROR-Verbindungshaus geparkt ist, kommt in jedem Pixar-Film vor. Ebenso gibt es in jedem Pixar-Film einen Verweis auf den Raum A113, in dem am California Institute of the Arts die Animationsvorlesungen gehalten werden. Im Film Die Monster Uni trägt der Hörsaal von Professor Knight entsprechend die Bezeichnung A113.
Der Campus der Monster Uni basiert in weiten Teilen auf dem Campus der Berkeley University of California, der sich nahe dem Pixar-Hauptsitz in Emeryville befindet. Das schmiedeeiserne Tor ist dem Sather Gate nachempfunden und für den Uhrenturm stand der Campanile clock tower der Universität Pate. Die Erschreckerschule ist der Hamerschlag Hall der Carnegie Mellon University nachempfunden.

## Synchronisation
Die deutsche Synchronfassung entstand bei Film- & Fernseh-Synchron in München und Berlin. Das Dialogbuch verfasste Tobias Neumann, Synchronregie führte Axel Malzacher.
| Englischer Sprecher | Deutscher Sprecher       | Rolle                     |
| ------------------- | ------------------------ | ------------------------- |
| Billy Crystal       | Ilja Richter             | Mike Glotzkowski          |
| John Goodman        | Reinhard Brock           | James P. Sullivan         |
| Steve Buscemi       | Tim Sander               | Randy                     |
| Helen Mirren        | Kerstin Sanders-Dornseif | Dekanin Hardscrabble      |
| Peter Sohn          | Axel Stein               | Scott „Squishy“ Squibbles |
| Joel Murray         | Lutz Schnell             | Don                       |
| Sean Hayes          | Axel Malzacher           | Terri                     |
| Dave Foley          | Dennis Schmidt-Foß       | Terry                     |
| Charlie Day         | Elyas M’Barek            | Art                       |
| Alfred Molina       | Bernd Rumpf              | Professor Knight          |
| Beth Behrs          | Elke Appelt              | Carrie                    |
| Bobby Moynihan      | Hans Hohlbein            | Chet                      |
| Aubrey Plaza        | Katrin Zimmermann        | Claire Wheeler            |
| John Krasinski      | Manuel Neuer             | Frank McCay               |
| Nathan Fillion      | Michael Lott             | Johnny                    |
| Noah Johnston       | Pablo Ribet-Buse         | Mike (jung)               |
| Bonnie Hunt         | Susanne von Medvey       | Mrs. Graves               |
| Julia Sweeney       | Almut Zydra              | Ms. Squibbles             |
| Bill Hader          | Raimund Krone            | Schiedsrichter            |
| Bill Hader          | Jacob Weigert            | Schnecke                  |
| John Ratzenberger   | Walter von Hauff         | Yeti                      |
| Tyler Labine        | Olaf Reichmann           | Brock Pearson             |
|                     | Peter Flechtner          | Tour-Guide der Monster AG |
|                     | Luise Lunow              | Rosa                      |

Für die deutsche Version wurden viele Bildschirmtexte, Schriftzüge auf Schildern, Plakate usw. übersetzt und grafisch in den Film integriert, was sehr selten geschieht.

## Soundtrack
Am 18. Juni 2013 veröffentlichte Walt Disney Records einen Soundtrack zum Film, der 20 Titel enthält.
| Nr. | Titel                              |
| --- | ---------------------------------- |
| 1.  | Main Title                         |
| 2.  | Young Michael                      |
| 3.  | First Day at MU                    |
| 4.  | Dean Hardscrabble                  |
| 5.  | Sulley                             |
| 6.  | Scare Pig                          |
| 7.  | Wasted Potential                   |
| 8.  | Oozma Kappa                        |
| 9.  | Stinging Glow Urchin               |
| 10. | Field Trip                         |
| 11. | Rise and Shine                     |
| 12. | The Library                        |
| 13. | Roar (Axwell & Sebastian Ingrosso) |
| 14. | The Scare Games                    |
| 15. | Did You Do This?                   |
| 16. | Human World                        |
| 17. | The Big Scare                      |
| 18. | Goodbyes                           |
| 19. | Mike and Sulley                    |
| 20. | Monsters University                |

## Rezeption

### Kritiken
Der Film erhielt überwiegend gute Kritiken. Die Rezensionssammlung Rotten Tomatoes listet knapp 200 Kritiken, von denen 80 % positiv sind.

„Pixar präsentiert wieder einmal einen technisch nahezu perfekten Animationsfilm für die ganze Familie, der einen Blick auf die nicht ganz so normale Ausbildung der Monster wirft. Sie träumen davon, später einmal ihr Geld damit zu verdienen, Kinder zu erschrecken. Wie gewohnt strotzt das Werk von Regisseur Dan Scanton vor putzigen Figuren, zauberhaften visuellen Einfällen und erheitert auch ältere Zuschauer durch charmante Anspielungen auf Popkultur und bekannte College-Klischees. Vielleicht nicht Pixars stärkster, aber doch ein guter und empfehlenswerter Film.“

### Einspielergebnis
In den Vereinigten Staaten setzte sich der Film an die Spitze der Kinocharts und spielte am Eröffnungswochenende 82,4 Millionen US-Dollar ein, was zu diesem Zeitpunkt das zweitbeste Ergebnis eines Pixar-Films nach Toy Story 3 darstellte. In Deutschland erreichte der Film ebenfalls Platz eins der Kinocharts und erzielte Einnahmen von umgerechnet 3,65 Millionen US-Dollar. Mit Gesamteinnahmen in Deutschland von 13,7 Millionen US-Dollar und 1,4 Millionen Besuchern liegt Die Monster Uni auf Platz 19 der meistgesehenen Filme in Deutschland im Jahr 2013. Schlussendlich erreichten die Einnahmen in den Vereinigten Staaten rund 268,5 Millionen US-Dollar. Im Rest der Welt wurden 475 Millionen US-Dollar eingenommen, sodass das weltweite Einspielergebnis 743,5 Millionen US-Dollar beträgt. Damit ist Die Monster Uni nach Toy Story 3, Findet Nemo, Alles steht Kopf und Findet Dorie der fünfterfolgreichste Pixar-Film.

### Auszeichnungen
Beim Hollywood Film Festival wurden Dan Scanlon und Kori Rae 2013 in der Kategorie Animation of the Year mit einem Hollywood Film Award ausgezeichnet. Dan Scanlon erhielt zudem eine Nominierung für einen Hollywood Movie Award. Bei den Teen Choice Awards 2013 erhielt der Film eine Nominierung in der Kategorie Choice Summer Movie: Comedy.
Bei den People’s Choice Awards war der Film 2014 in den Kategorien Favorite Movie sowie Favorite Family Movie nominiert.